# Malis flag
Malis flag blev officielt 1. marts 1961. Farverne er de traditionelle panafrikanske farver.

## Farver
Farverne symboliserer:
- Grønt: Natur og landbrug.
- Gult: Velstand (guld).
- Rød: Forfædrenes kamp for uafhængighed.